# A Manchester United FC és a Barnsley FC 2024. szeptember 17-i mérkőzése
A Manchester United és a Barnsley közötti 2024–2025-ös angol ligakupa-mérkőzést az Old Traffordon játszották 2024. szeptember 17-én. A Manchester United története legnagyobb különbségű győzelme volt a kiírásban, a korábbi rekordot 1976-os 7–2-es győzelmük tartotta a Newcastle United ellen. Marcus Rashford, Alejandro Garnacho és Christian Eriksen mind dupláztak, míg Antony büntetőből talált be.
A mérkőzés a United legnagyobb győzelme volt az óta, hogy 2021 februárjában 9–0-ra legyőzték a Southampton csapatát a bajnokságban. A United korábban már nyert ugyanezzel a különbséggel a Barnsley ellen, 1997. október 25-én, a Premier League-ben. A két csapat 15 év után találkozott először.

## Háttér

### Áttekintés
A Manchester United szezonját gyengén kezdte, és nagyon fontos volt a csapat számára, hogy alsóbb osztályú ellenfele ellen dominálni tudjon. Az előző két bajnoki mérkőzésén a csapat 3–0-ra kikapott a LIverpooltól, majd 3–0-ra nyert a Southampton ellen, az utóbbi mérkőzésen magabiztosan játszott. Ezt a találkozót követte a Barnsley elleni ligakupa-mérkőzés a kiírás harmadik – a United számára első – fordulójában.
A Barnsley első hat bajnokijának a felét tudta megnyerni a harmadosztályban, a United elleni mérkőzésük előtt megverték a Bristol Rovers csapatát 2–1-re, illetve kikaptak 3–0-ra a Stevenage ellen.

### Egymás elleni eredmények
| Kiírás    | Manchester United-győzelmek | Döntetlenek | Barnsley-győzelmek |
| --------- | --------------------------- | ----------- | ------------------ |
| Bajnokság | 19                          | 9           | 4                  |
| FA-Kupa   | 2                           | 2           | 1                  |
| Ligakupa  | 2                           | 0           | 0                  |
| Összesen  | 23                          | 11          | 5                  |

## A mérkőzés

### Áttekintés
A mérkőzés első góljáig a Barnsleynak volt több kisebb lehetősége, de a United könnyen kivédekezte a támadásokat, a vendégek egyszer se találták el a kaput a mérkőzésen. Marcus Rashford szerezte az első találatot, a 16. percben Alejandro Garnachótól kapta a labdát, a pálya másik oldaláról. Az angol támadó kicselezett egy védőt és a bal felső sarokba lőtte a labdát. Pár perccel később Diogo Dalot beadását Garnacho nem tudta értékesíteni, a Barnsley egyik védője blokkolta lövését. Ezt követte a United büntetője, amit Antony harcolt ki és értékesített, azt követően, hogy Rashford passzát a tizenhatoson belül fogadta, de Gabriel Slonina kapus elsodorta a brazil támadót. A United még egy gólt szerzett a félidő vége előtt, mikor a 47. percben Garnacho lecsapott egy, a védelemtől elpattanó labdára.
A negyedik gól megszerzéséhez a Unitednek mindössze néhány perc kellett, Christian Eriksen saját félpályája közepéről indította Garnachót, aki könnyen az alsó sarokba helyezte a labdát a kapus mellett. Ezt követően Vörös Ördögöket már nem lehetett megállítani, az 58. percben Rashford is megszerezte második gólját, miután egy, a Barnsley által eladott labdát Garnacho megszerzett, és az angol támadónak passzolta a játékszert a védelem mögé. A megszerzett gól után a United erősített, pályára lépett Joshua Zirkzee, Bruno Fernandes, Núszír Mázráví és Matthijs de Ligt is. Garnacho közel állt harmadik góljához, de a Rashford által neki passzolt labdát a kapu fölé emelte. Ez után Eriksen gyorsan duplázott, a 81. és a 85. percben szerzett góljaival állította be a végeredményt. A dán középpályást választották a mérkőzés legjobbjának.

### Részletek
| 2024. szeptember 17. 20:00 |

| Manchester United                                                         | 7–0               | Barnsley |
| ------------------------------------------------------------------------- | ----------------- | -------- |
| Rashford 16' 58' Antony 35' (11-esből) Garnacho 45+2' 49' Eriksen 81' 85' | (3–0) Jegyzőkönyv |          |

| Old Trafford, Manchester |

| Manchester United | Barnsley |

| KA           | 1  | Altay Bayındır     |     |
| JV           | 20 | Diogo Dalot        | 63' |
| KV           | 35 | Jonny Evans        | 78' |
| KV           | 5  | Harry Maguire      |     |
| BV           | 43 | Toby Collyer       |     |
| VKP          | 25 | Manuel Ugarte      | 63' |
| KP           | 14 | Christian Eriksen  |     |
| KP           | 18 | Casemiro           |     |
| JSZ          | 21 | Antony             |     |
| KCS          | 10 | Marcus Rashford    | 63' |
| BSZ0         | 17 | Alejandro Garnacho | 84' |
| Cserék:      |    |                    |     |
| KA           | 22 | Tom Heaton         |     |
| V            | 4  | Matthijs de Ligt   | 78' |
| V            | 6  | Lisandro Martínez  |     |
| V            | 3  | Núszír Mázráví     | 63' |
| KP           | 37 | Kobbie Mainoo      |     |
| KP           | 8  | Bruno Fernandes    | 63' |
| CS           | 16 | Amad               | 84' |
| CS           | 36 | Ethan Wheatley     |     |
| CS           | 11 | Joshua Zirkzee     | 63' |
| Menedzser:   |    |                    |     |
| Erik ten Hag |    |                    |     |

| KA             | 1  | Gabriel Slonina  |     | 34'   |
| JV             | 7  | Corey O’Keeffe   |     | 90+3' |
| KV             | 6  | Maël de Gevigney |     |       |
| KV             | 4  | Marc Roberts     | 46' |       |
| BV             | 32 | Josh Earl        |     |       |
| VKP            | 45 | Vimal Yoganathan | 46' |       |
| JKP            | 2  | Barry Cotter     |     |       |
| KP             | 8  | Adam Phillips    |     |       |
| KP             | 48 | Luca Connell     |     |       |
| BKP            | 11 | Fábio Jaló       | 46' |       |
| KCS0           | 36 | Max Watters      | 56' |       |
| Cserék:        |    |                  |     |       |
| KA             | 23 | Ben Killip       |     |       |
| V              | 21 | Conor McCarthy   | 46' |       |
| V              | 15 | Kyran Lofthouse  |     |       |
| KP             | 18 | Matthew Craig    | 46' |       |
| KP             | 3  | Jon Russell      |     |       |
| KP             | 10 | Josh Benson      |     |       |
| CS             | 9  | Sam Cosgrove     | 56' |       |
| CS             | 19 | Aiden Marsh      |     |       |
| CS             | 44 | Stephen Humphrys | 46' | 73'   |
| Menedzser:     |    |                  |     |       |
| Darrell Clarke |    |                  |     |       |

A mérkőzés játékosa:

 Christian Eriksen (Manchester United)

## Statisztika

### Csapat
| Statisztika          | Manchester United | Barnsley |
| -------------------- | ----------------- | -------- |
| Gólok                | 7                 | 0        |
| Lövések              | 26                | 3        |
| Kapura tartó lövések | 13                | 0        |
| Passzok              | 636               | 328      |
| Szerelések           | 15                | 11       |
| Felszabadítások      | 6                 | 11       |
| Labdabirtoklás       | 65%               | 35%      |
| Szögletek            | 3                 | 1        |
| Szabálytalanságok    | 16                | 11       |
| Lesek                | 2                 | 2        |
| Sárga lapok          | 0                 | 3        |

### Játékos
| Játékos            | Gólok          | Gólpasszok          | For.  |
| ------------------ | -------------- | ------------------- | ----- |
| Marcus Rashford    | 16' 58'        | Garnacho (45+2')    | [ 3 ] |
| Alejandro Garnacho | 45+2' 49'      | Rashford (16', 58') | [ 3 ] |
| Christian Eriksen  | 81' 85'        | Garnacho (49')      | [ 3 ] |
| Antony             | 35' (11-esből) |                     | [ 3 ] |
| Bruno Fernandes    |                | Eriksen (81', 85')  | [ 3 ] |